# Menachem (powstaniec żydowski)
Menachem (zm. w 66 roku) – jeden z przywódców powstania Żydów przeciwko Rzymianom w 66 r., syn Judy Galilejczyka. Opanował arsenał w Masadzie, po czym wkroczył do Jerozolimy, gdzie dopuścił do masakry na Rzymianach, a także zabójstwa arcykapłana Ananiasza i jego brata Ezechiasza. W zajętym mieście sprawował rządy tyrańskie, podając się za króla i mesjasza. Jego wojska zostały wyparte przez innego przywódcę żydowskiego Eleazara ben Symeona, a on sam ujęty, poddany torturom i zabity wraz z adiutantem Absalomem. Część jego sił z Eleazarem ben Jairem schroniła się w Masadzie.
Wedle dawniejszych poglądów był utożsamiany z Nauczycielem Sprawiedliwości gminy w Kumran.